# Otacílio Costa
Otacílio Costa é um município brasileiro no estado de Santa Catarina, que tem na indústria madeireira e de celulose a sua principal atividade econômica.
Principais atividades econômicas: Extração de madeira e indústria de papel e celulose.
Localização: Planalto Serrano, na microrregião dos Campos de Lages, a 280 km de Florianópolis.

## História
Otacílio Costa originou-se do município de Lages. Sua história começa com o nome Casa Branca, motivado pela existência de um botequim de madeira, pintado de branco, de propriedade de Lauro Araújo e localizado nas terras de Luiz Daboite.
Mais tarde, passou a ser conhecido por Encruzilhada em razão da estrada que ligava Otacílio Costa a Curitibanos, onde foi erguido um galpão para o pernoite e descanso dos tropeiros que prosseguiam viagem no dia seguinte.
Com a vinda de fazendeiros e a aquisição de grandes áreas de terras, a região evoluiu rapidamente. No entanto, a maioria das terras ainda pertencia a Otacílio Vieira da Costa, político que atuou na vida pública lageana desde os 16 anos, quando se revelou uma promessa de grande jornalista e escritor, o que veio a confirmar-se ao longo do meio século em que colaborou com os jornais de sua terra. Entrou para a política catarinense aos 26 anos de idade, quando foi eleito deputado à Constituinte Estadual.
Após receber as denominações de Casa Branca e Encruzilhada, a vila passou a sediar o então distrito de Otacílio Costa, criado por iniciativa do vereador Dorvalino Furtado, da Câmara de Vereadores de Lages, através das leis municipais 180 e 186, respectivamente de 13 de agosto e 27 de setembro de 1958. A criação do distrito foi posteriormente aprovada e promulgada pelo então presidente da Assembleia Legislativa de Santa Catarina, deputado Brás Alves, na Lei 419, de 28 de julho de 1959. Em 10 de maio de 1982, a Lei Estadual 6.059 criou o município de Otacílio Costa com terras desmembradas do município de Lages.

## Geografia
- Relevo

É constituído por um planalto de superfícies planas e onduladas. O solo possui baixa fertilidade devido à pedregosidade e rochosidade e, em alguns casos, o relevo e as condições climáticas adversas são fatores que limitam o uso da terra.
- Clima

Segundo Koppen, classifica-se como mesotérmico úmido, com verões frescos, apresentando temperatura média anual de 15,9 °C e uma precipitação total anual entre 1.300 a 1.400 milímetros.
- Hidrografia

O município é banhado pela bacia do rio Canoas e apresenta, como seus afluentes os rios dos Índios, Invernadinha, Palheiro, da Areia e Desquite.

## Aspectos Econômicos
Em seu aspecto econômico destacam-se os setores de indústria e comércio. Os principais são:
- Indústria de Papel e Celulose;
- Indústria Madereira;
- Pecuária.

## Eventos
- Otacílio Rock Festival - Festival de música com bandas dos gêneros rock e metal tanto nacionais  quanto internacionais.
- Festa Comemorativa ao Aniversário do Município, realizada no dia 10 de maio.
- Festa da Padroeira, realizada em novembro.
- Festa de São Cristóvão.
- Rodeio Crioulo.

## Futebol
No futebol, o município é representado pelo Esporte Clube Poço Rico, e a Ponte Preta que é filiado à F.C.F., além do Meninos da Vila F. C., Pinheiros Esporte Clube e dos Conders que representam a cidade em competições regionais.